# Adrastos (Argos)
Adrastos (altgriechisch Ἄδραστος Ádrastos) ist in der griechischen Mythologie der Sohn des Talaos und König von Argos.

## Mutter und Kinder
Die antiken Autoren nennen drei verschiedene mögliche Mütter:
- Lysianassa, Tochter des Polybos (Pausanias),
- Lysimache, Tochter des Abas (Bibliotheke des Apollodor) oder
- Eurynome, die Tochter des Iphitos (Hyginus Mythographus).

Er war der Vater des Aigialeus, des Kyanippos, der Deïpyle, der Argeia und der Aigiale.

## König von Sikyon und Argos
Wegen einer Fehde zwischen den beiden mächtigsten argivischen Königshäusern wurde Talaos von Amphiaraos getötet, und Adrastos floh nach Sikyon zu seinem mütterlichen Großvater Polybos, dessen Tochter Amphithea er heiratete und dessen Thron er erbte. Mit Amphiaraos wieder ausgesöhnt, kehrte er nach Argos zurück, übernahm die Herrschaft über den Anteil von Argos der Biantiden und übergab die Regierung von Sikyon an Ianiskos. Dem Amphiaraos gab er seine Schwester Eriphyle zur Frau.

## Erfüllung des Orakels
Als Tydeus wegen eines Mordes seine Heimat verlassen musste, floh er zu Adrastos, der ihn von dem Mord reinigte, und Tydeus blieb in Argos. Auch der Ödipus-Sohn Polyneikes, der Theben verlassen hatte, als sein Bruder Eteokles dort die Königswürde übernahm – nach anderen Versionen bereits früher –, kam nach Argos. Als Tydeus den Polyneikes sah, glaubte er, dieser sei ein Angreifer, und attackierte ihn. Adrastos trennte jedoch die beiden. Nun verstand er das Orakel, wonach er seine Töchter einem Eber und einem Löwen vermählen solle. Denn sie trugen die Häute jener Tiere als Bekleidung oder nach anderer Überlieferung die Tiere als Schildzeichen. So gab er die Deïpyle dem Tydeus und die Argeia dem Polyneikes zur Frau und versprach den beiden, ihre rechtmäßige Herrschaft wieder zu beschaffen.

## Sieben gegen Theben
Um den Polyneikes auf den Königsthron in Theben zu verhelfen, veranlasste Adrastos den Zug verbündeter Fürsten gegen Theben, deren Zahl und Namen in verschiedenen Überlieferungen variieren. Auf den Sagen über diesen Feldzug basiert das Drama Sieben gegen Theben des Aischylos. Da Amphiaraos sich zunächst weigerte, am Krieg teilzunehmen, und auch anderen abriet mitzuziehen, bestach Adrastos auf Anraten des Iphis Eriphyle. Diese überredete ihren Gatten, am Zug teilzunehmen. Dort kamen sie alle bis auf Adrastos um, wie es Amphiaraos vorhergesagt hatte. Adrastos musste auf seinem Streitwagen, gezogen von seinen Pferden Kairos und Areion, fliehen, der Wagen brach jedoch und er wurde schließlich von seinem Ross Areion, einem Geschenk des Herakles, gerettet.

## Epigonenzug
Zehn Jahre darauf reizte er die Söhne der Gebliebenen, die Epigonen, zu einem zweiten Zuge gegen Theben, welches nun erobert und zerstört wurde; doch fiel sein Sohn Aigialeus in der Schlacht, und der Vater starb vor Gram darüber in Megara.
Er soll die ersten Nemeischen Spiele, bei denen er selbst den Sieg im Reiten errang, abgehalten haben. In Attika, Megara und Sikyon wurde er als Heros verehrt, und die Darstellung seiner Kämpfe und Leiden gab dem Epos, noch mehr aber der Tragödie reichen Stoff.